# Deutscher Dirigentenpreis

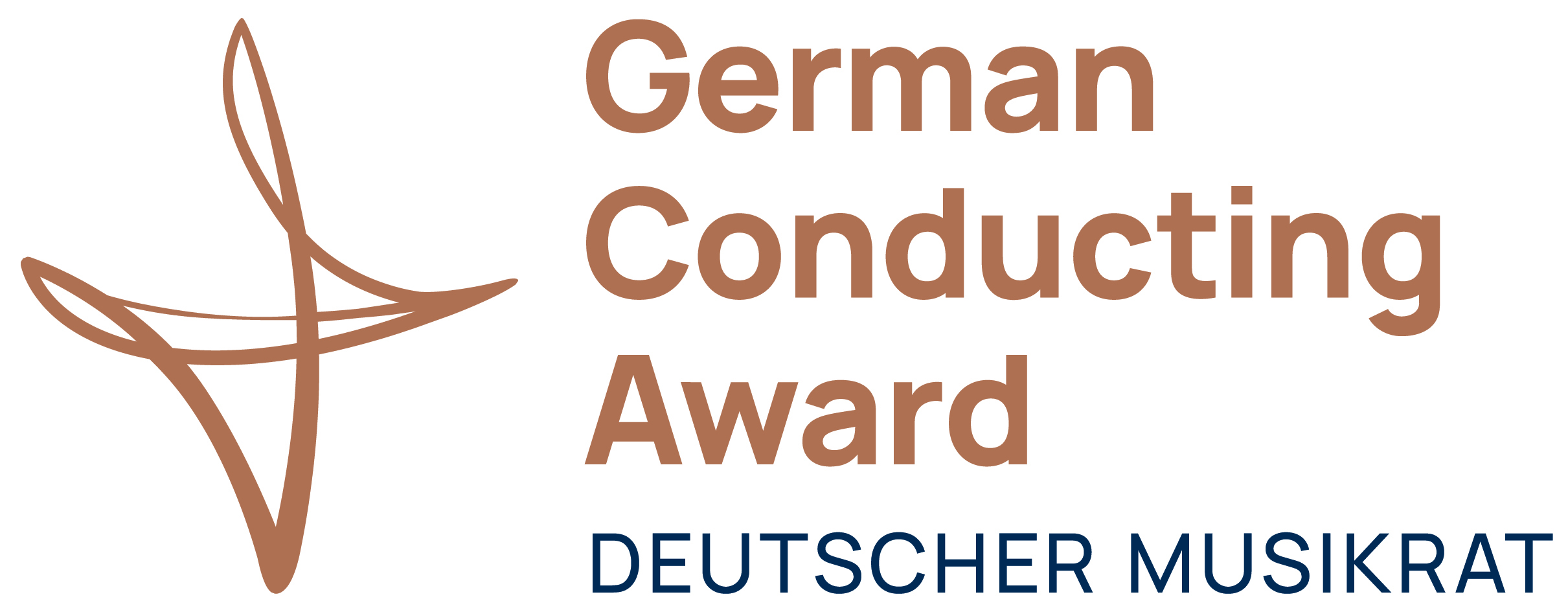
Logo des German Conducting Award

Der German Conducting Award (GCA) (ehemals Deutscher Dirigentenpreis) ist ein internationaler Wettbewerb für Konzert- und Operndirigat und dient der Nachwuchsförderung für Dirigenten aller Nationen, die jünger als 33 Jahre sind.

## Geschichte
Der German Conducting Award ist ein vom Deutschen Musikrat (Bonn) ins Leben gerufener Wettbewerb, der mit der Kölner Philharmonie, der Oper Köln, dem Gürzenich-Orchester Köln und dem WDR Sinfonieorchester ausgetragen wird. Als Kulturpartner wird der Wettbewerb medial von der Kulturwelle WDR 3 des Westdeutschen Rundfunks begleitet. Zunächst wurde dieser Preis erstmals 1995 als Preis des Dirigentenforums an herausragende Stipendiaten des Förderprogramms verliehen, 2017 dann erstmals international ausgetragen und wird im zweijährigen Turnus veranstaltet. Als Alleinstellungsmerkmal kann die Berücksichtigung der Gattungen Oper und Konzert im Repertoire bezeichnet werden. Der Wettbewerb ist ab der zweiten Wertungsrunde für Publikum geöffnet.

## Preisgelder
Dotiert ist der Preis mit insgesamt 33.000 Euro und ist damit einer der höchstdotierten Dirigierwettbewerbe in Europa.
- 1. Preis: 15.000 Euro (gestiftet von der Stadt Köln u. a.)
- 2. Preis: 10.000 Euro
- 3. Preis: 5.000 Euro (gestiftet von der Ursula Lübbe Stiftung u. a.)
- Kurt Masur Publikumspreis: 3.000 Euro (gestiftet vom Internationalen Kurt Masur-Institut)

Die Gewinner erhalten Konzertengagements und Assistenzen an Opernhäusern und deutschen Partnerorchestern.

## Jury
Die Besetzung der Jury wechsel. Im Jahr der Erstverleihung des German Conducting Award waren die Mitglieder der Jury Peter Gülke (Ehrenvorsitzender), Lothar Zagrosek (Vorsitzender), Lioba Braun, Siegwald Bütow (Manager und Produzent des WDR Sinfonieorchesters), Louwrens Langevoort, Birgit Meyer, und Stephan Mösch.

## Preisträger

### Preisträger des Forum Dirigieren (1995–2015)
- 1995: Marc Piollet
- 1999: Gabriel Feltz
- 2001: Christian Voß
- 2002: Matthias Foremny
- 2004: Markus Poschner
- 2006: Mihkel Kütson
- 2009: Simon Gaudenz
- 2011: Francesco Angelico
- 2013: Kristiina Poska
- 2015: Leo McFall

### Preisträger des German Conducting Award (seit 2017)
- 2017:
  - Hossein Pishkar (1. Preisträger)
  - Dominic Beikirch (2. Preisträger)
  - Anna Rakitina (3. Preisträger)
  - Vladimir Yaskorski (Sonderpreisträger)

- 2019:
  - Julio García Vico[1] (1. Preisträger)
  - Gábor Hontvári (2. Preisträger)
  - Chloé van Soeterstède (3. Preisträgerin)

- 2021:[2]
  - Martijn Dendievel (Belgien) (1. Preisträger)
  - Aivis Greters (Lettland) (2. Preisträger)
  - Hangyul Chung (Südkorea) (3. Preisträger und Publikumspreis)

- 2023:[3]
  - Dayner Tafur-Díaz (Peru) (1. Preisträger und Publikumspreis)
  - Nathanaël Iselin (Frankreich) (2. Preisträger)
  - Claudio Novati (Italien) (3. Preisträger)